# Дарие, Юрие
Юри́е Да́рие-Максимчу́к (рум. Iurie Darie-Maximciuc; 14 марта 1929, Вадул-Рашков, Румыния, ныне Молдавия — 9 ноября 2012, Бухарест, Румыния) — румынский театральный режиссёр, актёр театра, кино, телевидения, радио и дубляжа.

## Биография
В 1952 году окончил Институт имени Караджале. Был одним из ведущих актёров Бухарестского театра комедии. В кино дебютировал в 1953 году («Внуки горниста»). Часто снимался в фильмах производства ГДР.

## Фильмография

### Актёр
- 1953 — Внуки горниста / Nepoții gornistului
- 1954 — Солнце восходит / Rasare soarele
- 1955 — Наш директор / Directorul nostru
- 1955 — Тревога в горах / Alarmă in munti
- 1958 — Алло?.. Вы ошиблись номером / Alo? Ati gresit numarul — студент Виктор Манкас
- 1961 — Наши ребята / Băieții noștri
- 1961 — Украли бомбу / S-a furat o bombă
- 1961 — До востребования / Post restant
- 1963 — Отдых у моря / Vacanta la mare
- 1963 — Морской кот / Pisica de mare
- 1964 — Любовь при нуле градусов / Dragoste la zero grade — Андрей
- 1964 — Капризы 1900 года / Mofturi 1900 — муж
- 1965 — Улица Победы, или Ключ к снам / Calea Victoriei sau cheia visurilor — Мирел Алказ
- 1965 — Белый процесс / Procesul alb
- 1966 — Фауст XX века / Faust XX — молодой ассистент
- 1967 — Недра / Subteranul (в советском прокате «Катастрофа на Чёрной горе») — Мирча Тудоран
- 1969 — Вредный юноша / Răutăciosul adolescent (в советском прокате «Всего один месяц») — Palaloga
- 1970 — Сигналы — Приключения в космосе / Signale – Ein Weltraumabenteuer — командор
- 1970 — Оперативная группа действует / Brigada Diverse intră în acțiune — майор Добреску
- 1970 —  / Cenata na gradot
- 1971 — Оцеола / Osceola — Ричард Мур
- 1971 — Оперативная группа в тревоге / Brigada Diverse în alertă! — майор Добреску
- 1971 — Тогда я приговорил их всех к смерти / Atunci i-am condamnat pe toți la moarte — Ilegalist, fratele elevului
- 1971 — Оперативная группа в горах и на море / B.D. la munte și la mare (в советском прокате «Потерянные миллионы») — майор Добреску
- 1973 — Кантемир (Димитрий Кантемир) / Cantemir — Михуц Гэлэцан
- 1973 — Чиприан Парумбеску / Ciprian Porumbescu — профессор Лазарь Насташи
- 1973 — Братья Ждер / Frații Jderi — Симион Ждер
- 1975 — Штефан Великий – 1475 год / Ștefan cel Mare - Vaslui 1475 — postelnicul Симион Ждер
- 1975 — Братья по крови / Blutsbrüder — Билл Симмонс
- 1975 — Румынский мушкетер / Muschetarul român — полковник Михут Галатяну / капитан Мигел Сан Мигел
- 1976 — Тайна Геродота / Misterul lui Herodot
- 1977 — Игроки в карты / Jucatorii de carti (ТВ)
- 1977 — Цианистый калий и капли дождя / Cianura si picatura de ploaie
- 1978 — Северино / Severino
- 1978 — Реванш / Revanșa – Константин Давид
- 1978 — Булава за тремя печатями / Buzduganul cu trei peceti — Сигизмунд Батори
- 1979 — В апреле 30 дней / Ein April hat 30 Tage — Альваро
- 1979 —  / Am fost 16  — майор Маринеску
- 1981 — Пой, ковбой, пой / Sing, Cowboy, sing — Дейв Арнольд
- 1982 — Дорогой страданий и гнева (Путь, усеянный костями) / Drumul oaselor — Boier Pana
- 1983 — Ринг / Ringul — reprezentantul companiei Bio-Aktiv
- 1983 — Галакс, человек-марионетка / Galax, omul papuse — профессор
- 1984 — Пари с волшебницей / Rămășagul
- 1986 —  / Cale liberă
- 1986 — День в Бухаресте / O zi la Bucureşti
- 1987 — С каждым днем мне не хватает тебя / În fiecare zi mi-e dor de tine — театральный менеджер
- 1990 — Мельница — мельник (СССР, ТВ)
- 1993 — Зеркало / Oglinda — генерал Санатеску
- 1999 — Треугольник смерти / Triunghiul morții
- 2004 — Только любовь / Numai iubirea — Никифор Догару (сериал)

## Награды
- 1954 — Государственная премия СРР («Внуки горниста»)
- 2002 — орден «За верную службу»